# Lycée Hoche
O Lycée Hoche é um estabelecimento público francês de ensino secundário e superior, localizado em 73, avenue de Saint-Cloud, no distrito de Notre-Dame de Versalhes, em Yvelines. Escola secundária napoleônica criada em 1803, recebeu o nome de Lycée Hoche em 1888 em homenagem a Lazare Hoche, general francês nascido em Versalhes. A capela está classificada como monumento histórico desde 1926, os restantes edifícios do convento estão classificados como monumento histórico desde 1969. O atual diretor é Guy Seguin.
É reconhecida por seus excelentes resultados no bacharelado e nos exames de admissão para as Grandes Ecoles, mais particularmente científicas (Ecole Normale Supérieure, Polytechnique, Mines de Paris, CentraleSupélec, École des Ponts) e comerciais (HEC Paris).

## Alunos famosos
- Pierre Clostermann, um piloto de caça, ás condecorado da Segunda Guerra Mundial, escritor, engenheiro e político franco-brasileiro
- Jacques Chevalier, um filósofo católico francês

## Ligação externa
- Página oficial